# Kanton Vauréal
Kanton Vauréal (fr. Canton de Vauréal) je francouzský kanton v departementu Val-d'Oise v regionu Île-de-France. Tvoří ho 40 obcí. Zřízen byl v roce 2015.

## Obce kantonu
| - Aincourt - Ambleville - Amenucourt - Arthies - Avernes - Banthelu - Bray-et-Lû - Buhy - La Chapelle-en-Vexin - Charmont - Chaussy - Chérence - Cléry-en-Vexin - Condécourt - Courdimanche - Frémainville - Gadancourt - Genainville - Guiry-en-Vexin - Haute-Isle | - Hodent - Longuesse - Magny-en-Vexin - Maudétour-en-Vexin - Menucourt - Montreuil-sur-Epte - Omerville - La Roche-Guyon - Sagy - Saint-Clair-sur-Epte - Saint-Cyr-en-Arthies - Saint-Gervais - Seraincourt - Théméricourt - Vauréal - Vétheuil - Vienne-en-Arthies - Vigny - Villers-en-Arthies - Wy-dit-Joli-Village |